# Pharming
Pharming – polega na modyfikacji zawartości adresu www w celu przekierowania użytkownika na fałszywą stronę, mimo wpisania prawidłowego adresu strony.
Ma to na celu przejęcie wpisywanych przez użytkownika do zaufanych witryn haseł, numerów kart kredytowych i innych poufnych danych.

## Metody ataku
Aby właściwy adres URL prowadził do fałszywej strony www, konieczne jest przeprowadzenie dodatkowego ataku.
Najczęściej wykonywana jest jedna z dwóch wersji takiego ataku:
- Atak polegający na zatruciu globalnego serwera DNS, w celu skojarzenia prawdziwego adresu URL z serwerem zawierającym stronę WWW wykradającą poufne dane.
- Atak z wykorzystaniem trojanów, modyfikujących lokalne pliki w systemie użytkownika, odpowiedzialne za wstępne tłumaczenie nazw URL na fałszywy adres IP, z pominięciem globalnego serwera DNS.

## Zapobieganie
W zdecydowanej większości przypadków, do ochrony przed złośliwymi programami zmieniającymi lokalne pliki użytkownika z bazą hostów, wystarczy zainstalowany program antywirusowy z aktualną bazą wirusów. Aby upewnić się, czy wyświetlana strona, do której wysyłamy poufne dane jest prawdziwa, możemy sprawdzić jej certyfikat SSL. Aby to zrobić, należy kliknąć symbol kłódki w przeglądarce, który pojawia się podczas odwiedzania stron umożliwiających bezpieczną transmisję danych. Powinien on być wystawiony na oryginalnego właściciela danej strony.